# Gentiana flavomaculata
Gentiana flavomaculata là một loài thực vật có hoa trong họ Long đởm. Loài này được Hayata mô tả khoa học đầu tiên năm 1917.